# Чемпіонат України з футболу 2016—2017: друга ліга
Друга ліга України з футболу 2016–2017 — 25-й сезон другої ліги, який проходив з 23 серпня 2016 року по 2 червня 2017 року.

## Учасники
Склад учасників:
| Команда            | Населений пункт                         | Стадіон                                                            | Місткість стадіону | Місце в попер. ч-ті |
| ------------------ | --------------------------------------- | ------------------------------------------------------------------ | ------------------ | ------------------- |
| «Арсенал-Київщина» | Біла Церква                             | «Трудові резерви» «Зміна»                                          | 13 500 850         | 13                  |
| «Балкани»          | село Зоря Саратського району            | ім. Бориса Тропанця                                                | 1600               | —                   |
| «Енергія»          | Нова Каховка                            | «Енергія»                                                          | 4000               | 9                   |
| «Жемчужина»        | Одеса                                   | «Спартак»                                                          | 4800               | —                   |
| «Іллічівець-2»     | Маріуполь                               | «Західний»                                                         | 3063               | —                   |
| «Інгулець-2»       | смт Петрове                             | «Інгулець» ім. Олександра Поворознюка (с. Володимирівка)           | 1720 500           | —                   |
| «Кремінь»          | Кременчук                               | «Кремінь-Арена» ім. Олега Бабаєва                                  | 1500               | 8                   |
| «Кристал»          | Херсон                                  | «Кристал»                                                          | 15 000             | 10                  |
| «Металург»         | Запоріжжя                               | «Славутич-Арена» «Колос» (с. Чкалове) НТБ «Металург»               | 11 883 1500 200    | —                   |
| «Мир»              | село Горностаївка Новотроїцького району | «Затис»                                                            | 1250               | 11                  |
| «Нива-В»           | Вінниця                                 | «Нива» Центральний міський                                         | 3282 24 000        | —                   |
| «Нікополь-НПГУ»    | Нікополь                                | «Колос» (с. Чкалове) «Електрометалург»                             | 1500 7200          | 14                  |
| «Поділля»          | Хмельницький                            | «Поділля» ім. Богдана Маркевича (м. Винники)                       | 10 500 1500        | —                   |
| «Реал Фарма»       | Одеса                                   | «Спартак» «Іван»                                                   | 4800 1200          | 7                   |
| «Рух»              | Винники                                 | ім. Богдана Маркевича «Арена Львів» (м. Львів)                     | 900 34 915         | —                   |
| «Суднобудівник»    | Миколаїв                                | Центральний (м. Первомайськ) Центральний міський «Іван» (м. Одеса) | 4000 15 600 1200   | —                   |
| «Тепловик»         | Івано-Франківськ                        | «Рух»                                                              | 15 000             | —                   |

5 грудня 2016 року рішенням Ради ліг ПФЛ назву команди «Тепловик» змінено на «Тепловик-Прикарпаття».
6 лютого 2017 року рішенням Ради ліг ПФЛ назву команди «Нікополь-НПГУ» змінено на ФК «Нікополь».

## Турнірна таблиця
| М  | Команда                | І  | В  | Н | П  | РМ     | О  |
| -- | ---------------------- | -- | -- | - | -- | ------ | -- |
|    | «Жемчужина»            | 32 | 24 | 4 | 4  | 75−22  | 76 |
|    | «Рух»                  | 32 | 23 | 5 | 4  | 68−24  | 74 |
|    | «Кремінь»              | 32 | 21 | 5 | 6  | 67−29  | 68 |
| 4  | «Балкани»              | 32 | 16 | 9 | 7  | 54−32  | 57 |
| 5  | «Реал Фарма»           | 32 | 16 | 9 | 7  | 50−31  | 57 |
| 6  | «Інгулець-2»           | 32 | 14 | 8 | 10 | 50−33  | 50 |
| 7  | «Нива-В»               | 32 | 14 | 8 | 10 | 42−33  | 50 |
| 8  | «Енергія»              | 32 | 14 | 6 | 12 | 62−46  | 48 |
| 9  | «Мир»                  | 32 | 13 | 9 | 10 | 39−31  | 48 |
| 10 | «Тепловик-Прикарпаття» | 32 | 14 | 4 | 14 | 51−35  | 46 |
| 11 | ФК «Нікополь»          | 32 | 12 | 5 | 15 | 40−49  | 41 |
| 12 | «Іллічівець-2»         | 32 | 11 | 1 | 20 | 42−56  | 34 |
| 13 | «Кристал»              | 32 | 7  | 5 | 20 | 31−24  | 26 |
| 14 | «Поділля»              | 32 | 7  | 4 | 21 | 29−68  | 25 |
| 15 | «Арсенал-Київщина»     | 32 | 7  | 4 | 21 | 29−82  | 25 |
| 16 | «Металург»             | 32 | 7  | 2 | 23 | 35−104 | 23 |
| 17 | «Суднобудівник»        | 32 | 6  | 4 | 22 | 19−84  | 22 |

«Кристал» виключений зі змагань згідно з рішенням Ради ліг від 10 квітня 2017 року, в усіх матчах, починаючи з 21-го туру, команді зараховані технічні поразки −:+.
Позначення:

## Результати матчів
| Команда                | АРС | БАЛ | ЕНЕ  | ЖЕМ | ІЛЛ | ІНГ    | КРЕ | КРИ | МЕТ    | МИР | НИВ | НІК | ПОД | РЕА | РУХ | СУД | ТЕП |
| ---------------------- | --- | --- | ---- | --- | --- | ------ | --- | --- | ------ | --- | --- | --- | --- | --- | --- | --- | --- |
| «Арсенал-Київщина»     |     | 0:0 | 0:5  | 1:1 | 0:2 | 1:0    | 2:6 | 0:7 | 1:0    | 3:1 | 2:1 | 0:2 | 3:0 | 0:2 | 0:2 | 4:1 | 0:6 |
| «Балкани»              | 4:2 |     | 2:4  | 0:1 | 1:1 | 5:0    | 1:0 | 2:2 | 1:0    | 1:0 | 1:0 | 1:0 | 5:1 | 1:1 | 1:1 | 5:0 | 1:1 |
| «Енергія»              | 4:0 | 1:2 |      | 0:2 | 3:0 | 0:3    | 1:1 | +:− | 0:0    | 1:3 | 2:1 | 4:1 | 4:2 | 0:0 | 2:1 | 5:1 | 1:0 |
| «Жемчужина»            | 4:0 | 2:0 | 0:1  |     | 3:1 | 2:0    | 2:2 | 2:3 | 8:0    | 5:0 | 3:1 | 3:0 | 5:0 | 2:0 | 2:1 | 7:0 | 0:1 |
| «Іллічівець-2»         | 4:2 | 1:3 | 3:2  | 0:2 |     | 0:1    | 1:2 | 1:2 | 4:1    | 1:3 | 1:2 | 1:2 | 3:2 | 3:1 | 1:2 | 4:0 | 2:0 |
| «Інгулець-2»           | 3:0 | 4:1 | 3:1  | 2:3 | 3:0 |        | 0:1 | +:− | 2:2    | 0:0 | 0:0 | 3:0 | 2:0 | 3:1 | 1:3 | 3:0 | 0:2 |
| «Кремінь»              | 1:1 | 1:1 | 1:0  | 2:0 | 2:0 | 3:2    |     | 5:0 | 2:0    | 2:0 | 2:2 | 3:1 | 4:1 | 3:0 | 1:2 | 3:0 | 1:0 |
| «Кристал»              | −:+ | −:+ | 1:1  | −:+ | −:+ | 1:2    | 0:1 |     | 2:1    | 0:1 | −:+ | 0:1 | −:+ | −:+ | 1:1 | 2:0 | 2:0 |
| «Металург»             | 3:2 | 2:6 | 1:13 | 0:1 | 0:5 | 0:6    | 2:1 | 1:6 |        | 0:1 | 0:4 | 1:3 | 2:1 | 1:4 | 3:4 | 3:1 | 0:3 |
| «Мир»                  | 4:0 | 0:0 | 0:0  | 0:0 | 2:0 | 0:0    | 3:1 | +:− | 0:3[а] |     | 0:0 | 3:1 | 3:1 | 0:2 | 0:0 | 6:0 | 1:0 |
| «Нива-В»               | 1:1 | 0:2 | 2:2  | 0:2 | 3:1 | 2:1    | 0:2 | 1:0 | 4:2    | 2:0 |     | 2:0 | 4:0 | 1:1 | 2:0 | 1:2 | 2:1 |
| ФК «Нікополь»          | 2:1 | 1:3 | 3:1  | 1:2 | 2:1 | 0:0    | 2:3 | 1:1 | 2:1    | 1:4 | 0:1 |     | 3:0 | 2:2 | 1:1 | 4:1 | 2:1 |
| «Поділля»              | 3:2 | 1:0 | 0:2  | 1:3 | 1:0 | 0:3[b] | 0:2 | 1:1 | 1:2    | 2:2 | 0:0 | 1:1 |     | 3:0 | 0:2 | 2:0 | 2:1 |
| «Реал Фарма»           | 4:0 | 0:0 | 4:1  | 1:1 | 2:0 | 1:1    | 0:1 | 2:0 | 3:1    | 1:0 | 2:1 | 2:0 | 2:0 |     | 1:1 | 2:1 | 2:2 |
| «Рух»                  | 5:1 | 2:1 | 5:0  | 0:1 | 6:0 | 3:2    | 4:1 | +:− | 6:1    | 1:0 | 3:0 | 1:0 | 3:1 | 1:0 |     | 4:0 | 1:0 |
| «Суднобудівник»        | 1:0 | 1:2 | 1:0  | 1:2 | 1:0 | 0:0    | 0:7 | +:− | 0:2    | 2:2 | 0:0 | 0:1 | 2:1 | 1:3 | 0:1 |     | 2:2 |
| «Тепловик-Прикарпаття» | 3:0 | 3:1 | 3:1  | 3:4 | 0:1 | 1:1    | 1:0 | +:− | 7:0    | 1:0 | 0:2 | 1:0 | 2:1 | 0:4 | 0:1 | 6:0 |     |

а Згідно з рішенням КДК ФФУ через те, що керівництво клубу-господаря матчу відмовилося надавати поле свого домашнього стадіону для проведення гри, команді «Мир» зараховано технічну поразку 0:3, а «Металургу» — перемогу 3:0.
b Згідно з рішенням КДК ФФУ через неможливість провести матч на стадіоні через реконструкцію бігових доріжок команді «Поділля» зараховано технічну поразку 0:3, а «Інгульцю-2» — перемогу 3:0.
«Кристал» виключений зі змагань, в усіх матчах, починаючи з 21-го туру, команді зараховані технічні поразки −:+.

## Найкращі бомбардири
| № | Футболіст        | Команда                | Голи (пен.) |
| - | ---------------- | ---------------------- | ----------- |
| 1 | Ігор Худоб'як    | «Тепловик-Прикарпаття» | 24 (1)      |
| 2 | Роман Бочак      | «Енергія»              | 22          |
| 3 | Артем Козлов     | «Кремінь»              | 22 (2)      |
| 4 | Руслан Паламар   | «Жемчужина»            | 20 (9)      |
| 5 | Сергій Урсуленко | «Балкани»              | 14          |
| 6 | Дмитро Шастал    | «Енергія»              | 14 (1)      |
| 7 | Артур Каськов    | «Металург»             | 14 (3)      |

## Стикові матчі
За підсумками сезону команда, що посіла 4-е місце в другій лізі, виборює право на підвищення в класі з командою, що посіла 15-е місце в першій лізі. Жеребкування послідовності проведення матчів відбулося 3 червня 2017 року.
| 6 червня 2017 17:00 +24 °C |

| ПФК «Суми»                      | 2:0      | «Балкани» |
| ------------------------------- | -------- | --------- |
| Олійник 35' Яровенко 60' (пен.) | Протокол |           |

| «Ювілейний», Суми Глядачів: 1200 Арбітр: Сергій Бойко (Київська область) |

| 10 червня 2017 17:00 +26 °C |

| «Балкани»  | 1:1      | ПФК «Суми»         |
| ---------- | -------- | ------------------ |
| Райчєв 40' | Протокол | Богачов 84' (пен.) |

| ім. Бориса Тропанця, с. Зоря Глядачів: 2000 Арбітр: Микола Кривоносов (Київ) |

ПФК «Суми» зберігає місце в першій лізі, а «Балкани» — у другій.
Перед початком наступного чемпіонату через те, що ФК «Дніпро» за рішенням ФІФА відправлений до другої ліги, «Балкани» підвищилися у класі.